# Le Tourne
Le Tourne är en kommun i departementet Gironde i regionen Nouvelle-Aquitaine i sydvästra Frankrike. Kommunen ligger i kantonen Créon som tillhör arrondissementet Bordeaux. År 2022 hade Le Tourne 836 invånare.

## Befolkningsutveckling
Antalet invånare i kommunen Le Tourne
Referens:INSEE